# Otočić Maslinjak (ö i Kroatien, Šibenik-Knins län, lat 43,77, long 15,68)
Otočić Maslinjak är en ö i Kroatien.   Den ligger i länet Šibenik-Knins län, i den södra delen av landet, 230 km söder om huvudstaden Zagreb.